# LGA1151
LGA1151（別名：Socket H4）は、ランド・グリッド・アレイ (Land grid array) を採用したインテル製CPUソケットで、LGA1150の後継にあたる規格である。

## 概要
SkylakeおよびKaby Lake、Coffee Lake世代のデスクトップ用CPU向けにIntelが仕様をまとめた。外観は、LGA1150と比較した場合、切欠きの位置が異なり、ランド（陸＝平たい接点）の数が1つ増えて、1151本である。ただし、LGA1151以外のLGA115x系（LGA1156、LGA1155、LGA1150）との互換性はない。

## 互換性
Coffee Lake向けとSkylake/Kaby Lake向けでそれぞれ別のチップセットをインテルは用意し、公式には互換性はないものとされていた。しかし100シリーズチップセットから派生したH310CやB365チップセットを用いた一部のマザーボードでは、Coffee Lakeのみならずインテルが公式にサポートしていないSkylake、Kaby Lakeも含めてサポートした製品もリリースされている。

## 採用製品

### LGA1151
CPU
- Intel
  - Skylake
  - Kaby Lake

チップセット
- Intel
  - 100 Series / C230 Series
  - 200 Series

### LGA1151v2
CPU
- Intel
  - Coffee Lake

チップセット
- Intel
  - 300 Series / C240 Series